# La Belle Noiseuse
Pour plus de détails, voir Fiche technique et Distribution.
La Belle Noiseuse est un film français de Jacques Rivette, sorti en 1991 lors du Festival de Cannes, où il reçoit le Grand Prix du jury, puis le prix Méliès.
Le film est une libre adaptation de la nouvelle Le Chef-d'œuvre inconnu de  Balzac.

## Synopsis
Nicolas, un jeune artiste peintre, rêve de rencontrer son aîné, le célèbre Édouard Frenhofer. Par l'intermédiaire de Balthasar Porbus, un marchand de tableaux, il est introduit avec Marianne, sa compagne, dans la demeure de Frenhofer. Celui-ci les emmène dans l'atelier qu'il a déserté et leur parle de La Belle Noiseuse, un tableau abandonné depuis dix ans, et pour lequel sa femme Liz avait servi de modèle. D'un commun accord, Nicolas et Édouard décident que Marianne sera la nouvelle « Belle Noiseuse ».
Marianne  se rebelle contre une décision prise sans elle, mais, le lendemain, elle se présente à la porte de la maison. Pendant les cinq journées de pose, la tension va monter entre les différents protagonistes.
Après les premières réticences, Marianne s'attache au maître et finit par l'encourager quand celui-ci fatigue. Liz tente de prévenir la jeune femme sur l'enjeu d'être modèle pour Frenhofer, mais Marianne, indépendante et têtue, refuse de l'écouter. Finalement, le tableau achevé, Marianne, horrifiée, se découvre plus vraie que nature : c'est son intériorité que le peintre a réussi à saisir. Le tableau l'a définitivement changée : rien ne sera plus comme avant.

## Fiche technique
- Titre : La Belle Noiseuse + Divertimento
- Réalisation : Jacques Rivette
- Scénario : Pascal Bonitzer, Christine Laurent, Jacques Rivette. Inspiré de Le Chef-d'œuvre inconnu d'Honoré de Balzac, publié en 1831
- Dialogue : Pascal Bonitzer, Christine Laurent
- Photographie : William Lubtchansky
- Musique : Igor Stravinsky
- Montage : Nicole Lubtchansky
- Décors : Emmanuel de Chauvigny
- Costumes : Laurence Struz
- Production : Martine Marignac pour Pierre Grise Productions
- Format : Couleurs (Eastmancolor) - 1,37:1 - mono - 35 mm
- Date de sortie : 4 septembre 1991
- Durée : 125 minutes (2 h 05) + 240 minutes (4 h 00)
- Tournage : juillet et août 1990, dans l'Hérault, à Assas principalement, mais aussi à Saint-Jean-de-Cuculles, notamment dans la cour du prieuré de l'église de la Nativité-de-Saint-Jean-Baptiste [2]

Le film est sorti en 1993 sous le titre Divertimento dans sa version courte de 125 minutes.
- Vidéo : DVD 23 février 2005 + 5 mars 2008 chez ARTE ÉDITIONS, Durée 4h / BLU-RAY 18 octobre 2022 chez Potemkine Films, Durée 4h

## Distribution
- Michel Piccoli : Édouard Frenhofer
- Jane Birkin : Liz
- Emmanuelle Béart : Marianne
- Marianne Denicourt : Julienne
- David Bursztein : Nicolas
- Gilles Arbona : Porbus
- Marie Belluc : Magali
- Marie-Claude Roger : Françoise
- Leïla Remili : la servante
- Daphne Goodfellow : deux touristes
- Susan Robertson : deux touristes
- Bernard Dufour : la main du peintre

## Projet et réalisation
L'histoire originelle, Le Chef-d'œuvre inconnu, se passait au début du XVIIe siècle. Balzac y traitait de la création artistique et de ses rapports avec l'imitation de la nature.
Jacques Rivette, en adaptant très librement le texte d'origine, a replacé l'action dans un cadre contemporain, gardant le prénom du peintre (Nicolas pour Nicolas Poussin) et le nom de son maître (Frenhofer). Rivette s'attache davantage aux rapports entre le peintre, le modèle et la peinture. Ici, c'est le modèle du peintre, la belle Marianne, qui sera détruite par sa rencontre avec la peinture d'elle-même.
La problématique du rapport entre le corps, réduit à l'état d'objet de désir, de modèle, voire de cadavre dans le cas de Marie l'Égyptienne peinte par le héros de la nouvelle de Balzac, et le Pygmalion qui le représente, travaille depuis longtemps le cinéaste quand, au terme d'une longue réflexion sur le point de vue de Pablo Picasso sur ce sujet, il se décide à le traiter à sa manière. Dans son précédent film, La Bande des quatre, le personnage de Thomas Santini était à la recherche du tableau volé de Frenhofer, La Belle Noiseuse, dont la légende balzacienne fascinait également le peintre surréaliste Picasso.
« C'était le peintre Bernard Dufour qui était la main de Michel Piccoli dans ce film, celui qui dessinait et peignait réellement le nu pour lequel posait Marianne, interprétée par Emmanuelle Béart. »
Il est à noter que, contrairement à ce qu'affirme le personnage de Marianne, le mot « noiseuse » n'est pas employé au Québec. Il a vraisemblablement été confondu avec « niaiseuse », un terme québécois dérivé de l'adjectif « niaise ».
Dans l'une des scènes, Frenhofer demande à Marianne si elle connaît un sculpteur du nom de Rubek. Il s'agit très probablement d'une allusion à la pièce d'Henrik Ibsen, Quand nous nous réveillerons d'entre les morts, où un sculpteur rencontre une mystérieuse jeune femme qui s'avère être l'un de ses anciens modèles dont il captura l'âme pour la mettre dans son chef-d'œuvre, une sculpture appelée Le Jour de la résurrection[réf. nécessaire].

## Distinctions

### Récompenses
- Festival de Cannes 1991 : Grand Prix du jury
- Union de la presse cinématographique belge 1991 : Grand Prix 1991 de l'UPCB / UBFP
- Prix Méliès 1991

### Nominations
- César 1992 :
  - Meilleur film
  - Meilleur réalisateur pour Jacques Rivette
  - Meilleur acteur pour Michel Piccoli
  - Meilleure actrice pour Emmanuelle Béart
  - Meilleure actrice dans un second rôle pour Jane Birkin